# Kurt von Neergaard
Kurt von Neergaard (* 13. Juni 1887 in Svalöv, Südschweden; † 7. November 1947 in Locarno) war ein Schweizer Internist und Hochschullehrer.

## Leben
Von Neergaard war ab 1940 als Nachfolger Otto Veraguths außerordentlicher Professor für physikalische Therapie und Direktor des Instituts für physikalische Therapie der Universität Zürich. Er stellte 1929 fest, dass ein höherer Druck nötig ist, wenn man Lungen mit Luft statt mit wässrigen Lösungen füllt und vermutete daraus, dass gemäß der Young-Laplace-Gleichung die Oberflächenspannung dafür verantwortlich ist. Von Neergaard war der erste, der die Oberflächenspannung von Lungengewebe maß und feststellte, dass diese niedriger als die von Blutserum oder anderer Gewebe ist. Damit sagte er de facto die Existenz des Surfactants voraus, obwohl er sich selbst nicht weiter mit der Lungenmechanik befasste.